# Bamboe Beren
Bamboe Beren is een Duitse/Franse/Japanse/Spaanse animatieserie met 52 afleveringen. De serie werd in Nederland uitgezonden door de NCRV van 7 oktober 1995 tot 28 september 1996, later door Yorin in 1999 en Fox Kids van 2001-2004. De Noord-Koreaanse SEK Studio verzorgde de animatie voor de serie.

## Plot
Het verhaal volgt de kleine panda Bamboo-Lee en reuzenpanda Slo-Lee en het bamboerat Dah-Lin in hun avonturen om beschermde diersoorten te helpen. Ze worden bijgestaan door de wijze oude rat Know-How. De hoofdpersonen verplaatsen zich met de draak Ai-Ai en nemen het op tegen Rata Leone en zijn boosaardige Ratco organisatie. Er zijn onder andere aflevering over de Berggorilla, de Bultrug, de Orang-oetans, de Tasmaanse duivel en de Zeehond.

## Nederlandse Stemmen
| Acteur                | Personage   |
| --------------------- | ----------- |
| Frank Schaafsma       | Bamboe-Lee  |
| Annick Boer           | Dah-Lin     |
| Eric van Sauers       | Slo-Lee     |
| Lucie de Lange        | Ai-Ai       |
| Bram van der Vlugt    | No-How      |
| Tim Meeuws            | Ratta Leone |
| Johnny Kraaijkamp jr. | Één         |
| Koos van der Knaap    | Twee        |
| Stan Limburg          | Drie        |

Overige stemmen
- Fred Butter
- Hero Muller
- Elle van Rijn

De Nederlandse nasynchronisatie werd ingesproken bij JPS Producties